# 11154 Kobushi
11154 Kobushi (1997 YD10) là một tiểu hành tinh vành đai chính được phát hiện ngày 28 tháng 12 năm 1997 bởi T. Kobayashi ở Oizumi.